# Georg Plach

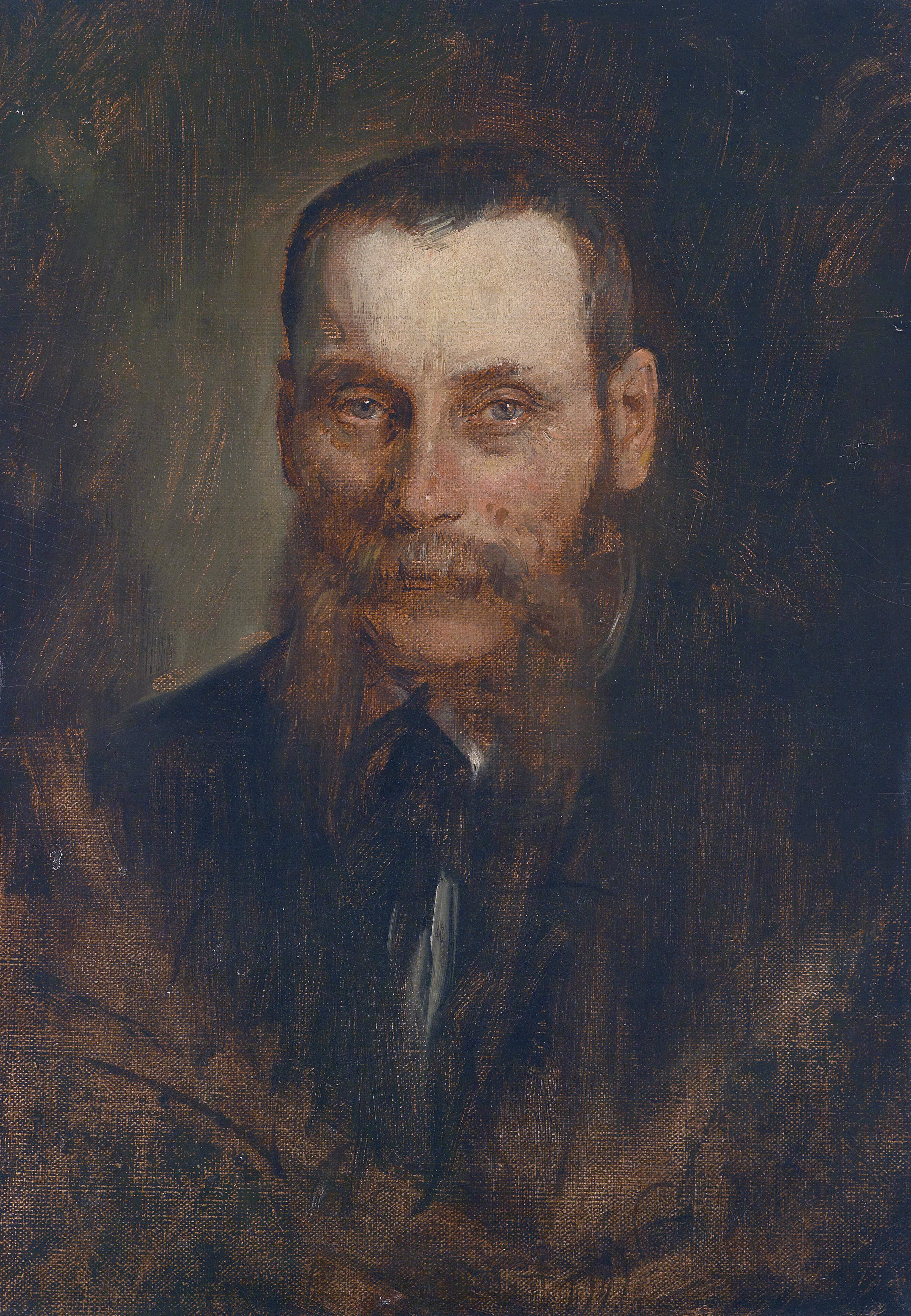
Georg Plach, Ölgemälde von Franz von Lenbach (1873)

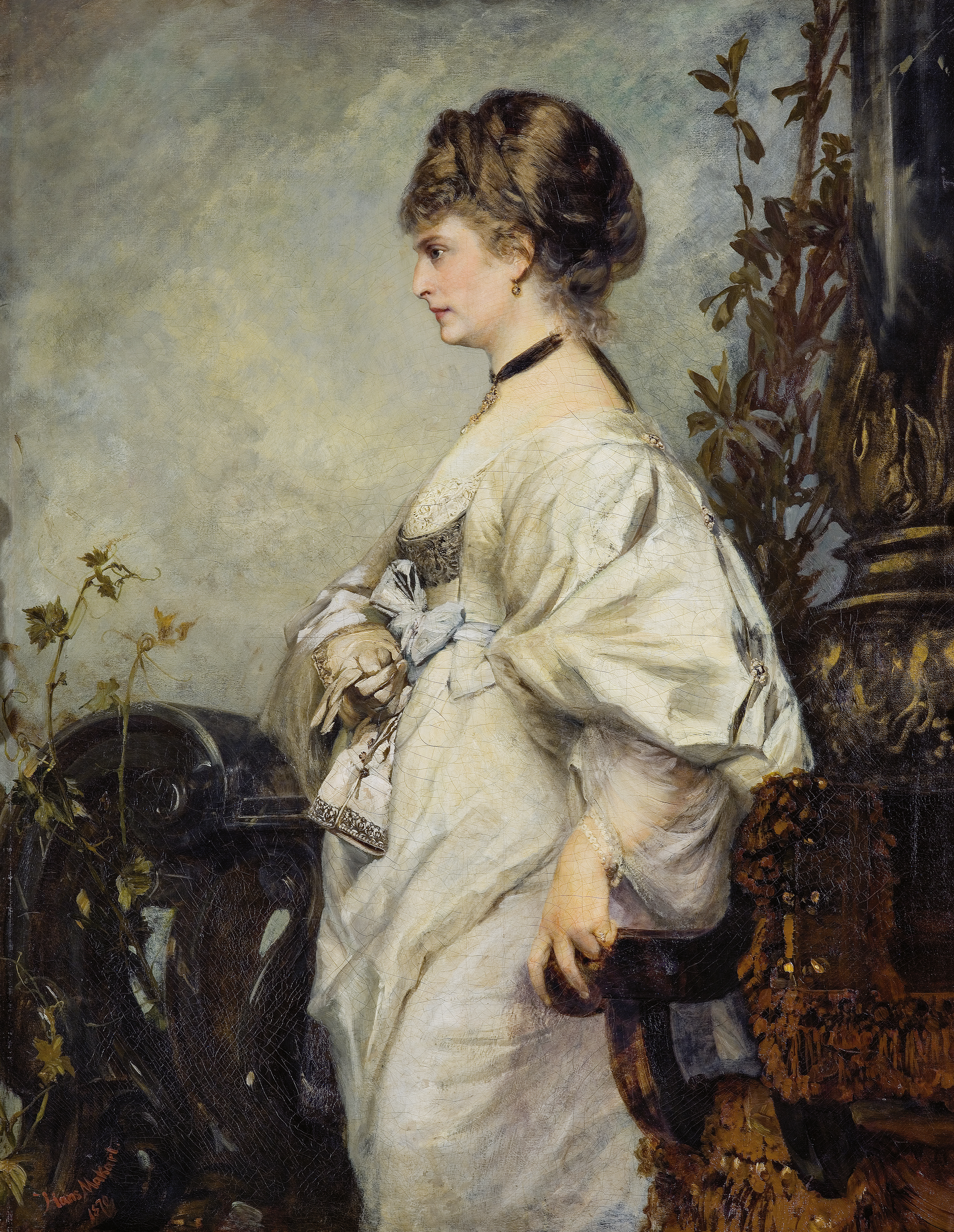
Magdalena Plach, die Gattin von Georg Plach, porträtiert von Hans Makart (1870)

Georg Plach (* 9. April 1818 in Wien; † 26. September 1885 ebenda) war ein österreichischer Kunsthändler.

## Leben
Als Sohn eines Rahmenmachers und Vergolders geboren, erlernte er das väterliche Handwerk und kam daher schon früh mit den bekannten Malern seiner Zeit in Kontakt. Rudolf von Alt, Hans Canon, August von Pettenkofen und Josef Kriehuber zählten zu seinen persönlichen Freunden. Mit der Zeit gab Plach sein Handwerk ganz auf und wandte sich 1848 ausschließlich dem Kunsthandel zu. In diesem Jahr kaufte er die Kunsthandlung von Keller's Witwe, die er zu einer bedeutenden der Residenzstadt ausbaute.
Georg Plach war eine sehr bekannte Persönlichkeit im Wiener Kunstbetrieb des 19. Jahrhunderts und Vertrauensmann vieler Sammler (zu seinen Stammkäufern zählt u. a. Anselm Salomon von Rothschild und Jakob Gsell). Große Bedeutung hatte Plach für den Maler Hans Makart, den er veranlasste, nach Wien zu übersiedeln und dessen Kolossalgemälde Die Pest von Florenz er 1869 erwarb und in Europa ausstellte, was den Durchbruch für den jungen Künstler bedeutete.

## Kataloge
- Versteigerung der Grossen Gallerie und der übrigen Kunst-Sammlungen des Herrn F. J. Gsell, zu Wien ... durch Georg Plach Kunsthändler und Auctionator. Wien 1872 = Vente aux encheres publiques de la Galerie de tableaux et des collections d'objets d'art aylant apparteny a M. F. J Gsell, Vienne 1872 (Digitalisat).